# Черин, Виктор Алексеевич
Виктор Алексеевич Черин (род. 1 сентября 1931, деревня Леуши Кондинского района) — почётный житель Ханты-Мансийска, отличник физической культуры и спорта, заслуженный деятель физической культуры Ханты-Мансийского автономного округа — Югры, «Отличник народного просвещения».

## Биография
Виктор Черин родился 1 сентября 1931 года в деревне Леуши Кондинского района, по другим данным дата рождения — 1 сентября 1936 год. Его отца — охотника — репрессировали в 1937 году, в семье, помимо Виктора Черина, было еще 3 детей.
В 1948 году стал студентом Ханты-Мансийского педагогического училища. В 1950 году стал членом основного состава сборной Ханты-Мансийска по лыжным гонкам. В 1951 году выполнил норматив для присвоения первого спортивного разряда по лыжам.
4 марта 1951 года на городских лыжных соревнованиях на дистанции 10 километров третье место занял Виктор Черин.
В 1957 году по распределению Виктор Черин поехал в поселок Полноват Березовского района и стал работать там учителем начальных классов и тренером лыжников. В 1957 году был среди участников лыжного перехода вдоль трассы первого нефтепровода Усть-Балык -Омск и прошел свыше 1000 километров.
В 1960 году получил приглашение работать тренером в городской спортивной школе. В декабре 1960 года стал директором этого учебного заведения и проработал в нем около 20 лет.
Помогал в разработке программы соревнований по лыжным гонкам на приз «Большой тюменской нефти».
Виктор Черин неоднократно побеждал на лыжных дистанциях 30 и 50 километров.
Во время работы Виктора Черина в школе учились биатлонисты Сергей Данча и Юрий Кашкаров.
Учениками Виктора Алексеевича Черина была Татьяна Яковлева, Татьяна Елфимова, Людмила Кочнева, Галина Кулакова, Татьяна Змановская, Мария Барышникова, Светлана Зырянова. Алла Абдюшева (Шипулина) — победительница соревнований на приз «Большой Тюменской нефти», мастер спорта по лыжным гонкам и чемпионка СССР среди девушек в эстафетной гонке начинала заниматься спортом у Виктора Черина.
3 июня 2013 года ему было присвоено звание «Почетного жителя города Ханты-Мансийск», по другим данным — «Почётного гражданина Ханты-Мансийска».
Виктор Черин был одним из факелоносцев и принимал участие в эстафете олимпийского огня в Ханты-Мансийске 6 ноября 2014 года.

## Семья
Супруга — Руфина Николаевна.

## Награды и звания
- Медаль «80 лет Госкомспорту России»[5]
- Медаль «Ветеран труда»[6]
- Медаль «За доблестный труд в Великой Отечественной войне»[6]
- Медаль «65 лет Победы в Великой Отечественной войне 1941—1945 годов»[6]
- Медаль «За волю к победе»[6]
- Знак «Отличник физической культуры и спорт»[6]